# Dissipatore (alpinismo)

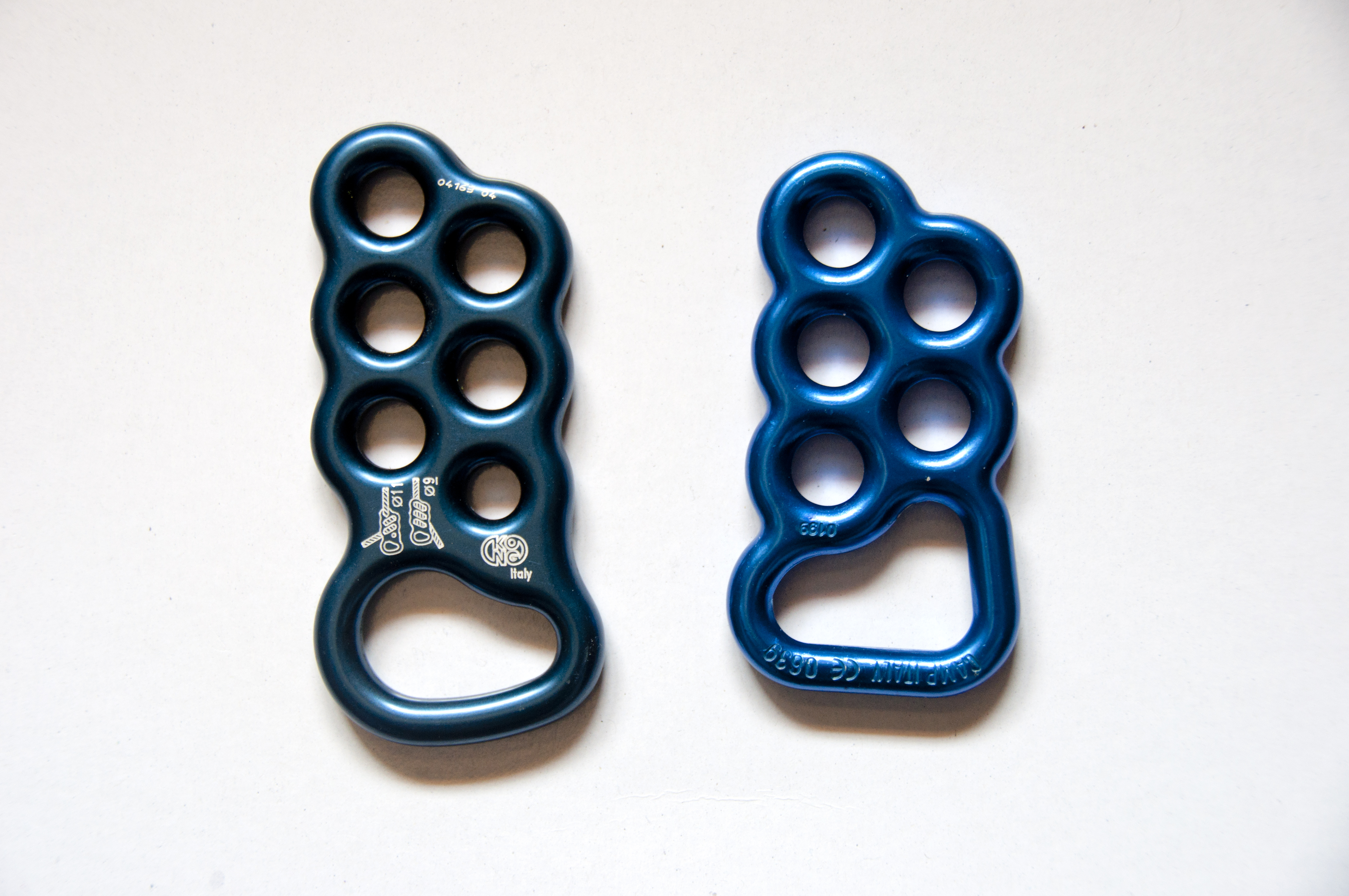
Due dissipatori a frizione, per corde di diversi diametri.

Il dissipatore è un dispositivo utilizzato nella tecnica di progressione in via ferrata, che si applica all'imbragatura, allo scopo di attenuare l'impatto della caduta, evitando così traumi all'escursionista o rottura dei mezzi di assicurazione.
Fu ideato dall'alpinista aquilano Ing. Andrea Bafile per l'assicurazione in arrampicata su roccia.

## Utilizzo
È un dispositivo molto utile per le vie ferrate in quanto riduce il fattore di caduta anche in caso di longe molto corte come quelle utilizzate nei kit da ferrata.
Si consideri che una caduta di 5 metri su una via ferrata di una persona di corporatura media può produrre una forza superiore ai 20 kN, con possibile rottura dei moschettoni o degli ancoraggi del cavo. Il dissipatore permette di ridurre la forza di caduta sotto i 6 kN.
Il dissipatore va frequentemente controllato e sostituito quando usurato.

## Funzionamento
Il dissipatore può essere a frizione o a lacerazione.

### Per frizione
È costituito da una placchetta metallica con dei fori nei quali passa la corda. L'attrito determinato dal tortuoso percorso dei fori arresta gradualmente la caduta, e l'energia cinetica viene dunque trasformata (dissipata) in calore minimizzando la violenza dell'impatto.

### Per lacerazione
È costituito da una lunga fettuccia ripiegata su sé stessa chiusa da deboli cuciture. In caso di caduta la lacerazione di queste cuciture assorbirà parte dell'impatto, con conseguente allungamento della stessa